# Ліцьонжна
Ліцьонжна (пол. Liciążna) — село в Польщі, у гміні Іновлудз Томашовського повіту Лодзинського воєводства.
Населення — 212 осіб (2011).
У 1975-1998 роках село належало до Пйотрковського воєводства.

## Демографія
Демографічна структура станом на 31 березня 2011 року:
|          | Загалом | Допрацездатний вік | Працездатний вік | Постпрацездатний вік |
| -------- | ------- | ------------------ | ---------------- | -------------------- |
| Чоловіки | 100     | 17                 | 67               | 16                   |
| Жінки    | 112     | 22                 | 62               | 28                   |
| Разом    | 212     | 39                 | 129              | 44                   |